# (7107) Peiser
(7107) Peiser (1980 PB1) – planetoida z pasa głównego asteroid okrążająca Słońce w ciągu 3,49 lat w średniej odległości 2,3 j.a. Odkryta 15 sierpnia 1980 roku.